# Humberto Tomassina
Humberto Tomassina (Montevideo, 12 settembre 1898 – Montevideo, 12 giugno 1981) è stato un calciatore uruguaiano, di ruolo difensore.

## Palmarès

### Nazionale
- Oro olimpico: 1

Parigi 1924
- Campeonato Sudamericano de Football: 1

1923